# 小行星7214
小行星7214（英語：7214 Anticlus）是一颗围绕太阳公转的小行星。1973年9月19日，C. J. 万·豪敦、I. 万·豪敦-格勒内费尔德、T. 赫雷爾斯在帕洛马山发现了此天体。
这颗小行星的绝对星等为217.8053140077683等。小行星7214以希臘神話的人物安提克洛斯命名。